# جون د. بورغس
جون د. بورغس (بالإنجليزية: John D. Burgess)‏ هو موسيقي بريطاني، ولد في 11 مارس 1934 في أبردين في المملكة المتحدة، وتوفي في 29 يونيو 2005 في إنفرنيس في المملكة المتحدة.

## وصلات خارجية
- جون د. بورغس على موقع ميوزك برينز (الإنجليزية)
- جون د. بورغس على موقع ديسكوغز (الإنجليزية)